# Benno Adam
Benno Rafael Adam (Monaco di Baviera, 15 luglio 1812 – Kelheim, 9 marzo 1892) è stato un pittore tedesco, membro della famiglia Adam.

## Biografia
Apprese l'arte dal padre, il pittore Albrecht Adam, e divenne famoso per i soi ritratti di animali, in particolare di razze canine tedesche. Molti dei suoi studi sugli animali divennero particolarmente popolari grazie alla loro incisione in litografie. Altri suoi temi ricorrenti sono scene del mercato e di caccia. Anche il figlio primogenito e il nipote, Emil e Richard Benno, furono pittori, mentre il secondogenito, Friedrich Adam, fu architetto.